# フルトプラゼパム

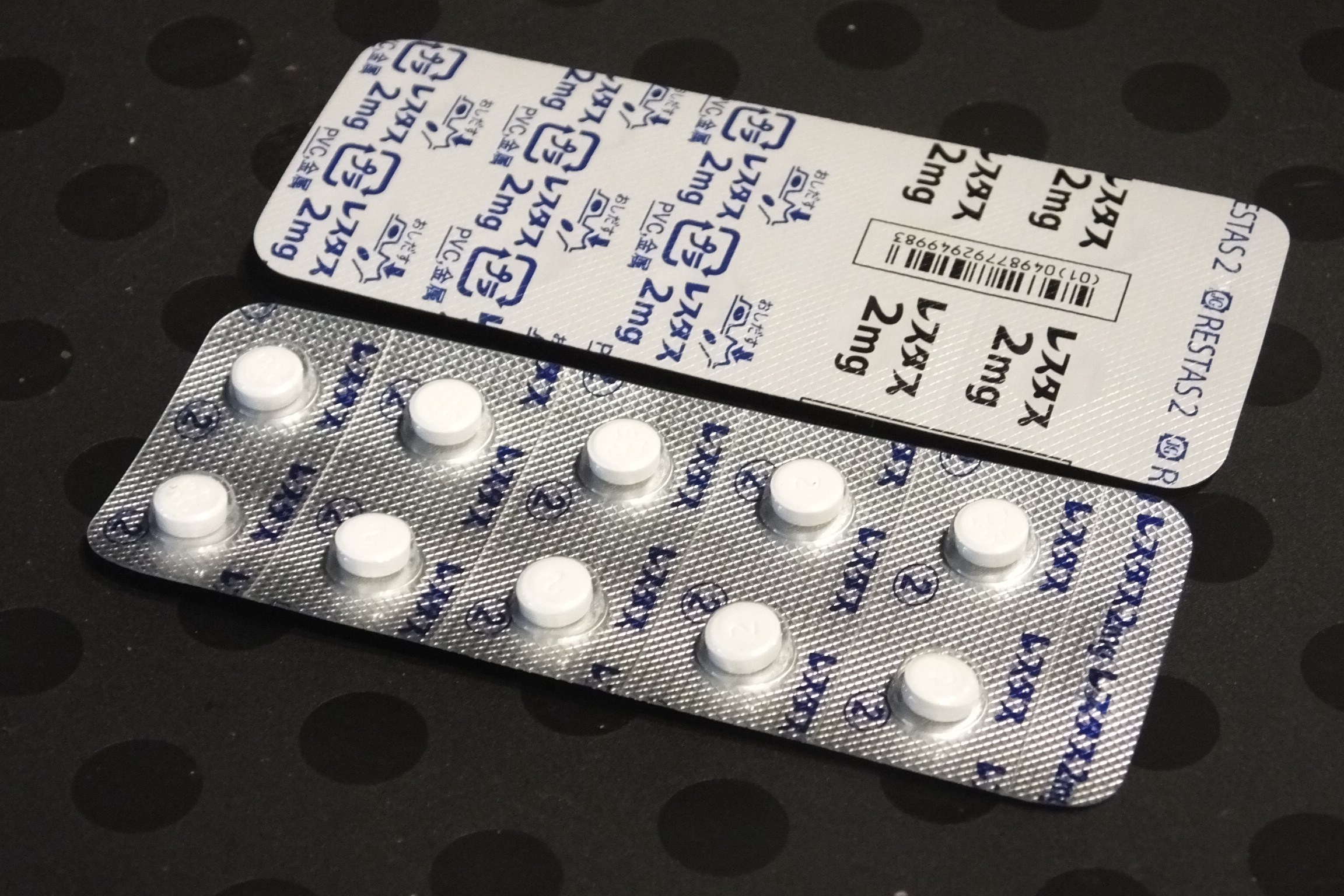
レスタス2㎎（フルトプラゼパム）

フルトプラゼパム（Flutoprazepam）とは、ベンゾジアゼピン系の抗不安薬の一種である。作用の強さや、長時間の作用継続性から、持続性心身安定剤とされている。旧鐘紡により開発され、日本では商品名レスタスで日本ジェネリック（MSDより移管）より発売されている。最高血中濃度到達時間は4～8時間、半減期は190時間程度である。
連用により依存症、急激な量の減少により離脱症状を生じることがある。

## 適用
1. 心身症、神経症などにおける不安、緊張、抑うつ、易疲労性、睡眠障害
2. 高血圧症、胃潰瘍・十二指腸潰瘍、慢性胃炎、過敏性腸症候群における身体症候、不安、緊張、抑うつ、易疲労性、睡眠障害

### ガイドライン
長時間作用型のベンゾジアゼピンは高齢者に使用すべきではない。

## 依存性
日本では2017年3月に「重大な副作用」の項に、連用により依存症を生じることがあるので用量と使用期間に注意し慎重に投与し、急激な量の減少によって離脱症状が生じるため徐々に減量する旨が追加され、厚生労働省よりこのことの周知徹底のため関係機関に通達がなされた。奇異反応に関して、錯乱や興奮が生じる旨が記載されている。医薬品医療機器総合機構からは、必要性を考え漫然とした長期使用を避ける、用量順守と類似薬の重複の確認、また慎重に少しずつ減量する旨の医薬品適正使用のお願いが出されている。調査結果には、日本の診療ガイドライン5つ、日本の学術雑誌8誌による要旨が記載されている。